# Nahal

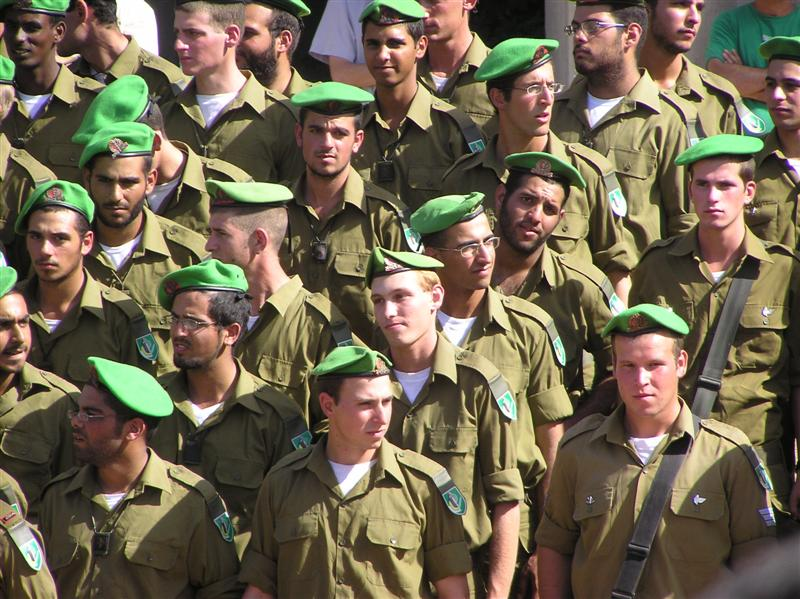
Nahal Dandár

A Nahal (héberül: נח"ל), a Noar Halutzi Lohem héber rövidítése) azoknak az egységeknek a neve, amik egyszerre katonai és polgári feladatokat is ellátnak az újonnan alakult közösségi településeken: a kibucokban és a mosávokban.

## Történelme
A Nahalt Dávid Ben-Gúrión alapította az 1948-as függetlenségi háború alatt. A Palmach földalatti elit szervezet legalizálásával létrejövő erő a születő állam pionír szellemiségét vitte tovább. A Nahal célja nem csak az ország védelme, hanem az ország építése is. Ennek jegyében címerében a kard mellett az eke is látható. Megalakulása óta a Nahal tagjai több mint 100 új települést alapítottak, és ennél jóval több település felépítésében, megerősítésében vettek részt.

## Feladata
A Nahalhoz való kapcsolat a középiskolában kezdődik, amikor az izraeli tizenévesek aktivizálódni kezdenek az ifjúsági szervezetekben. Az első év letelte után avatási ünnepséget rendeznek, ahol a fiatalok a Nahal tagjainak nyilvánítják magukat, ezzel vállalva, hogy új települések létrehozásában fognak segédkezni. Ez azzal is jár, hogy katonaidejük 4 hónappal meghosszabbodik. A Nahal katonák 8 szakaszban töltik le szolgálati idejüket. Ezek között szerepel alapkiképzés, harcászati kiképzés, határőrizeti munka, és az új településen való szolgálat, ahol alapvető mezőgazdasági ismeretekre tesznek szert, és belekóstolnak a közösségi létformába. Egy évtizeddel ezelőttig a Nahalba elsősorban az ifjúsági szervezetekből érkeztek a katonák, illetve az új bevándorlók soraiból, akiknek ez megkönnyítette beilleszkedésüket az izraeli társadalomba. Kifejezetten számukra dolgoztak ki egy bevonulás előtti programot, amely nyelvtanulásból, fegyverkezelésből, és a hadsereg általános megismertetéséből áll. Ugyanígy a Nahal soraiban találta meg helyét sok olyan nehéz szociális helyzetű fiatal, aki kimaradt a középiskolai oktatásból.

## Jelen
Napjainkban a Nahal jelentős változásokon esik át. Néhány éve ezt a haderőt két részre osztották: az egyik rész megtartotta építő és védő funkcióját is, a másik része csak a hagyományos katonai feladatok lát el, a katonák itt pontosan olyan kiképzést kapnak, mint a hadsereg más elitalakulatainál.
A Nahal brigád szintén híres arról, hogy vannak nem izraeli zsidó katonái is. Ők a Mahal programon keresztül csatlakoznak az Izraeli Védelmi Erőkhöz és 95%-uk a Nahal gyalogsági ezredbe kerül, főleg bevetési katona lesz.

## Külső hivatkozások
- Izraeli Védelmi Erők – hivatalos honlap
- NAHAL[halott link] – az Izraeli Speciális Erők adatbázisában
- Nahal Haredi – hivatalos honlap (A Nahal gyalogsági brigád nem teljesen egyenlő a Nahal Haredivel. Nahal Haredi az jelenleg a Kfir brigádhoz tartozik és vallásos zsidókból áll, míg a Nahal Infantry Brigade külön van és szekuláris katonái is vannak.)